# 제1차 실레시아 전쟁

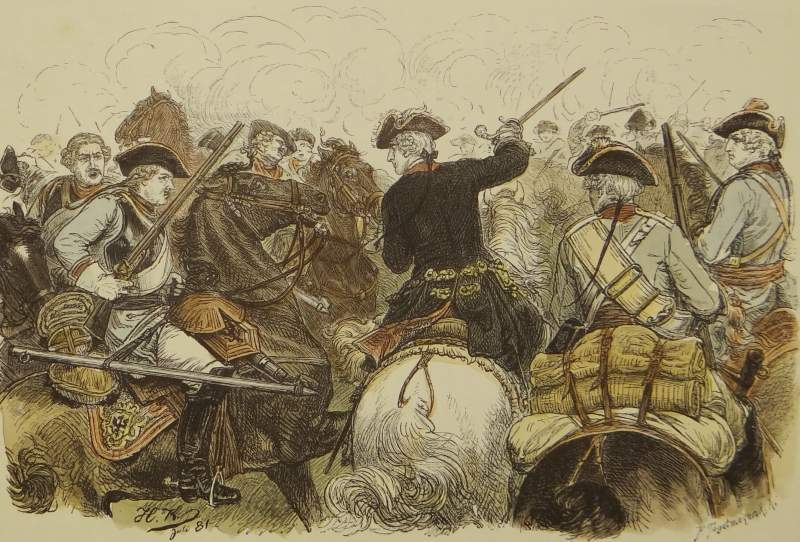

제1차 실레시아 전쟁(독일어: Erster Schlesischer Krieg)은 1740년부터 1742년까지 프로이센 왕국과 오스트리아 사이에 벌어진 전쟁으로, 프로이센은 오스트리아로부터 실레시아(현재 폴란드 남서부) 지역 대부분을 빼앗았다. 전쟁은 주로 실레시아, 모라비아, 보헤미아(보헤미안 왕조의 땅)에서 벌어졌으며 더 넓은 범위의 오스트리아 계승 전쟁의 하나의 무대를 형성했다. 이 전쟁은 18세기 중반 프리드리히 대왕의 프로이센과 마리아 테레지아의 오스트리아 사이에 벌어진 세 번의 실레지아 전쟁 중 첫 번째 전쟁으로, 세 번의 전쟁 모두 프로이센의 실레시아 지배로 끝났다.
특별한 촉발 사건이 전쟁을 시작하지는 않았다. 프로이센은 실레시아 일부 지역에 대한 수백 년 된 왕조의 주장을 원인으로 인용했지만, 현실정치와 지정학적 요인도 갈등을 유발하는 역할을 했다. 마리아 테레지아의 합스부르크 왕가 계승 경쟁은 프로이센이 작센과 바이에른과 같은 지역 라이벌에 비해 자신을 강화할 수 있는 기회를 제공했다.
전쟁은 1740년 말 프로이센이 합스부르크 실레시아를 침공하면서 시작되었고, 1742년 베를린 조약으로 프로이센이 실레시아 대부분과 보헤미아 일부 지역을 점령하는 것을 인정하면서 전쟁은 끝났다. 한편, 오스트리아 왕위 계승 전쟁은 계속되었고, 실레시아를 둘러싼 분쟁은 불과 2년 후에 오스트리아와 프로이센을 새로운 제2차 실레시아 전쟁으로 몰아넣었다. 제1차 실레시아 전쟁은 합스부르크 왕가가 약소한 독일 세력에 의해 예기치 않게 패배한 것을 의미하며, 100년 이상 동안 독일 정치를 형성하게 된 오스트리아-프로이센 경쟁의 시작이 되었다.